# Masaris longicornis
Masaris longicornis är en stekelart som beskrevs av Kuzn. 1923. Masaris longicornis ingår i släktet Masaris och familjen Masaridae. Inga underarter finns listade i Catalogue of Life.